# Schulkreuzerdivision
Die Schulkreuzerdivision war ein kurzzeitig existierender Verband der Kaiserlichen Marine des Deutschen Kaiserreiches.
Am 12. August 1914 wurde eine V. Aufklärungsgruppe bei der Hochseeflotte gebildet. Diese wurde durch den Führer der Reserve- und Neuformation, Konteradmiral Gisberth Jasper, geführt. Die Aufklärungsgruppe erhielt u. a. vier ältere Große Kreuzer aus der Reserve- und Neuformation der Hochseeflotte zugeteilt.
Im September 1914 wurde die V. Aufklärungsgruppe in eine Schulkreuzerdivision überführt, wobei Jasper das Kommando behielt. Die Unterstellung erfolgte nun unter den Oberbefehlshaber der Ostseestreitkräfte und die Division wurde für die Bewachung des Sund, speziell der Untersuchung von Handelsschiffen, eingesetzt. Am 28. Oktober 1914 wurde die Division nach Swinemünde beordert und erhielt am gleichen Tag den Befehl zur Auflösung. Im November 1914 folgte dann aufgrund von Personalmangel und fehlender Kriegstauglichkeit der Schiffe die Auflösung. Die Schiffe der Schulkreuzerdivision wurden anschließend außer Dienst gestellt.

## Kreuzer der V. Aufklärungsgruppe/Schulkreuzerdivision
- Flaggschiff Hansa
- Hertha
- Victoria Louise
- Vineta